# Stamnodes lamarum
Stamnodes lamarum là một loài bướm đêm trong họ Geometridae.